# مارتين أندرادي
مارتين أندرادي (بالإسبانية: Martín Andrade)‏ هو كاتب مسرحي وصحفي وشاعر وممثل تشيلي، ولد في 20 يوليو 1937 ببويرتو نتالز في تشيلي، وتوفي في 24 يونيو 2013 ببوينس آيرس في الأرجنتين.

## وصلات خارجية
- مارتين أندرادي على موقع IMDb (الإنجليزية)
- مارتين أندرادي على موقع ألو سيني (الفرنسية)
- مارتين أندرادي على موقع قاعدة بيانات الفيلم (الإنجليزية)
- مارتين أندرادي على موقع كينوبويسك (الروسية)